# Cabanas
Cabanas è un comune spagnolo di 3 299 abitanti situato nella comunità autonoma della Galizia.
Cabanas è la dicitura gallega, assunta ufficialmente dal 1985. Fino ad allora il comune si è chiamato Cabañas, secondo la dicitura spagnola.